# Rambla de Ferran - Estació
Rambla de Ferran - Estació és un barri de Lleida. El seu nom prové de l'estació de tren (ara anomenada Lleida-Pirineus) i de la coneguda rambla de la ciutat. L'any 2007 tenia 3.827 habitants.